# Vang Pao
Vang Pao (en Hmong: ວັງປາວ; Nonghed, Provincia de Xiangkhoang,8 de diciembre de 1929-Clovis, 6 de enero de 2011) fue teniente general en el Ejército Real de Laos durante la guerra civil. Fue un líder en la comunidad Hmong estadounidense en Estados Unidos.

## Primeros años
Vang, del grupo étnico Hmong, nació el 8 de diciembre de 1929, en un pueblo Hmong llamado Nonghed, ubicado en el centro de la provincia de Xiangkhuang, en la región nororiental de Laos, donde su padre, Neng Chu Vang, era un líder del condado.
Vang comenzó sus primeros años como agricultor hasta que las fuerzas japonesas invadieron y ocuparon la Indochina francesa en la Segunda Guerra Mundial. Su padre lo envió a la escuela desde la edad de 10 a 15 años antes de iniciar su carrera militar, uniéndose al Ejército de Francia para proteger a compañeros Hmong durante la invasión japonesa.
Al tiempo que toma un examen de ingreso, el capitán que era el supervisor se dio cuenta de que Vang no sabía casi nada de escritura francesa. El capitán dictó las respuestas a Vang para que pudiera entrar en el ejército. Vang insistió en que el capitán le dio las respuestas, pero que en realidad no guio su mano sobre el papel. Anne Fadiman, autor de El Espíritu te atrapa y te caes, dijo "Vang no expresó jamás ningún tipo de vergüenza por este engaño". Fadiman añadió que "es importante destacar que en este incidente, lejos de empañar la reputación de Vang Pao - como, por ejemplo, el caso de Ted Kennedy que amaño su examen de español en Harvard  - solo añadió brillo a su mitología: este era el tipo de hombre que nunca se detendría por esos obstáculos pequeños como reglas ".

## Carrera militar

### Guerra Fría
Después de la Segunda Guerra Mundial, autoridades francesas AMG reclutaron a Vang como teniente durante la primera guerra de Indochina para luchar contra el Viet Minh.

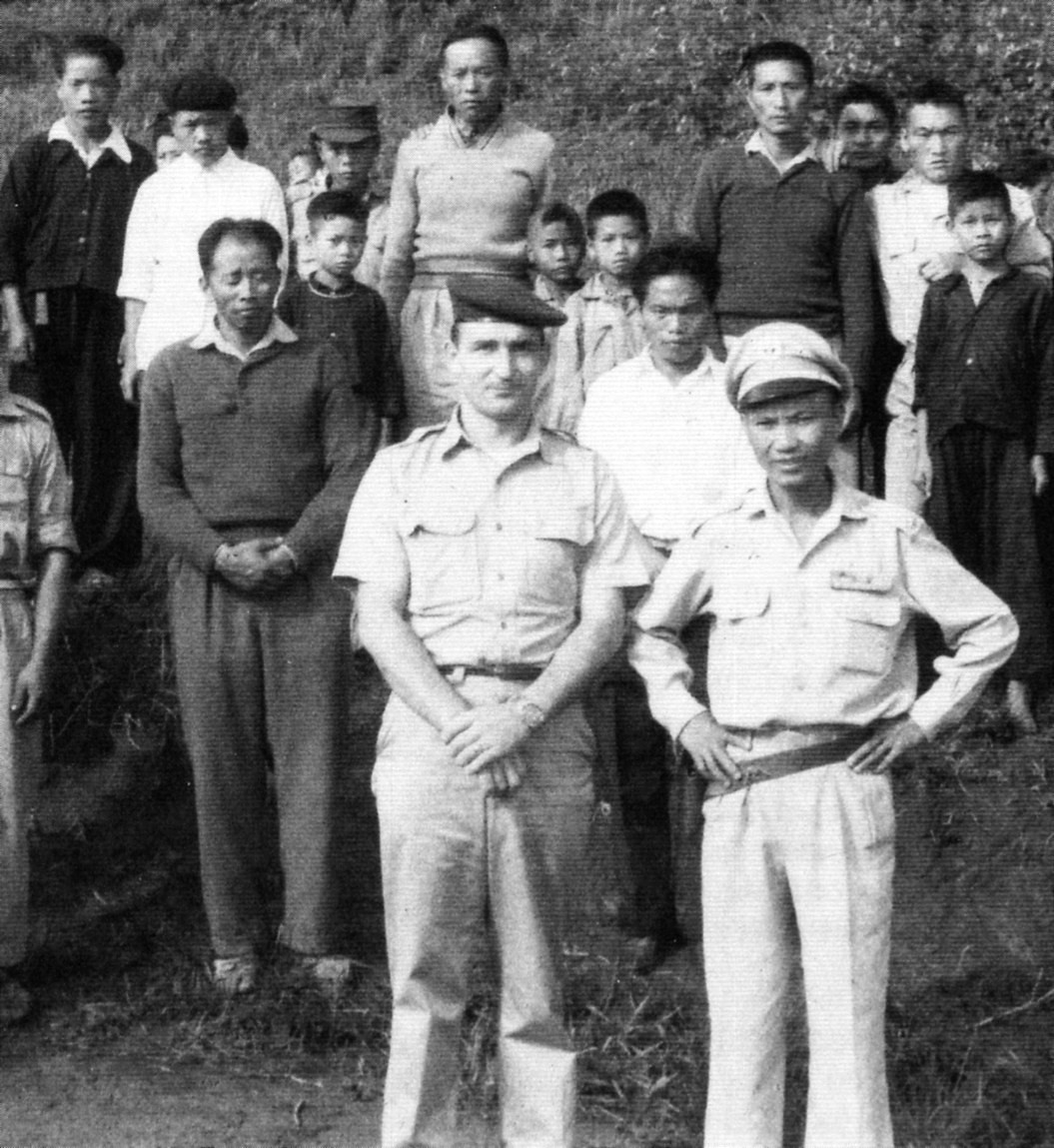
El asesor Jack F. Mathews de la Oficina de Evaluación de Programas con el entonces mayor Vang Pao, comandante del 10éme Bataillon de Infanterie (10 BI), en Nonghed.

#### Primera guerra de Indochina
Aunque las fuerzas francesas perdieron la guerra en 1954, Vang permaneció en el ejército de la recién independiente Reino de Laos en 1949. Era el único de la etnia hmong en alcanzar el rango de oficial general en el Ejército Real de Laos, y era leal al rey de Laos sin dejar de ser un campeón de los hmong.
El término "Mèo Maquis" fue utilizado originalmente por oficiales de inteligencia de la Francia Libre y los Aliados para describir a las fuerzas de resistencia hmong que luchaban contra las fuerzas japonesas que ocupaban Indochina y China durante la Segunda Guerra Mundial. El nombre hacía referencia a la resistencia Maquis en Francia, con Mèos siendo el exónimo vigente para los hmong. Después de la Segunda Guerra Mundial, las autoridades francesas del Groupement de Commandos Mixtes Aéroportés (GCMA) reclutaron a Vang como teniente durante la Primera Guerra de Indochina para combatir al Viet Minh.

#### Guerra civil de Laos
Durante los 1960s/70s, mandó el ejército secreto, también conocido como el Ejército Hmong, una muy eficaz fuerza entrenada y apoyada por la CIA que luchó contra el Pathet Lao y el Ejército Popular de Vietnam. veteranos étnicos Hmong de Vang y de Laos, y sus familias se refugiaron en los EE. UU. Al "Ejército Secreto" se les concedió finalmente el estatus de refugiados políticos por la Naciones Unidas debido a la persecución y el genocidio por el gobierno marxista de Laos y comunista de Vietnam que tomó el control en 1975. A los refugiados Lao Hmong se les permitió establecerse en los Estados Unidos, Francia, Australia, Nueva Zelanda y otros países. Muchos de los ex veteranos de Vang formaron Lao Veterans of America, Inc. y el Lao Veterans of America Institute, con oficinas en Fresno, California, Washington D. C. y otros lugares.
Fue el único hmong que alcanzó el rango de general en el Ejército Real de Laos, y fue leal al rey de Laos, a la vez que un defensor del pueblo hmong. Durante las décadas de 1960 y 1970, comandó el Ejército Secreto, también conocido como Ejército Hmong, una fuerza altamente efectiva, entrenada y apoyada por la Agencia Central de Inteligencia (CIA), que luchó contra el Pathet Lao y el Ejército Popular de Vietnam. Los veteranos de Vang, de etnia hmong y laosiana, y sus familias refugiadas que sirvieron en el "Ejército Secreto" estadounidense, finalmente obtuvieron la condición de refugiados políticos por parte de las Naciones Unidas debido a la supuesta persecución por parte del gobierno marxista lao y el Vietnam comunista, que tomaron el poder en 1975. Se permitió a los refugiados laosianos y hmong reasentarse en Estados Unidos, Francia, Australia, Nueva Zelanda y otros lugares. Muchos de los antiguos veteranos de Vang formaron la organización Lao Veterans of America, Inc. y el Lao Veterans of America Institute, con oficinas en Fresno, California, Washington, D.C. y otras localidades.

## Inmigración a los Estados Unidos
Vang emigró a Estados Unidos después de que los comunistas tomaran el poder en Laos en 1975. Él y su esposa, May Song Vang, con quien se casó en 1973, se mudaron inicialmente a Montana antes de establecerse en California. Siguió siendo ampliamente respetado por sus compatriotas hmong y era un estimado anciano del pueblo hmong estadounidense, muchos de los cuales experimentaron la guerra o las represalias que le siguieron. Aunque fue menos influyente entre los jóvenes hmong-estadounidenses que habían crecido principalmente en Estados Unidos, fue considerado un líder influyente de la comunidad hmong estadounidense, disfrutando de una gran lealtad por su posición de liderazgo y respeto por sus logros militares.
Durante su exilio, Vang reunió a otros líderes laosianos y hmong de todo el mundo para crear el Frente Unido de Liberación Nacional Lao (ULNF), también conocido como el Movimiento de Liberación Nacional Lao o simplemente Neo Hom, para llamar la atención sobre las atrocidades que ocurrían en Laos y apoyar la resistencia política y militar al gobierno de la República Democrática Popular Lao. Fue uno de los ocho fundadores de la organización en 1981, junto con el príncipe Sisouk na Champassak, el general Phoumi Nosavan y el general Kouprasith Abhay.
Miles de antiguos veteranos de Vang, de etnia laosiana y hmong, y sus familias refugiadas en Estados Unidos, también formaron las organizaciones sin fines de lucro de veteranos y defensoras de derechos humanos Veteranos Laosianos de América y el Instituto de Veteranos Laosianos de América. A finales de los años ochenta y noventa, Vang, con la ayuda de su asesor Philip Smith, influyentes aliados diplomáticos estadounidenses, miembros del Congreso y un gran número de estadounidenses de origen hmong, ayudó a detener la repatriación forzosa a Laos de miles de refugiados laosianos y hmong en Tailandia, patrocinada por las Naciones Unidas. Fue una importante victoria en materia de derechos humanos para la comunidad hmong y lao y para las organizaciones sin fines de lucro que instaron a poner fin a la repatriación forzosa, como el Centro de Análisis de Políticas Públicas (CPPA) y los Veteranos Laosianos de América.
Durante su estancia en Estados Unidos, el líder hmong se opuso diplomáticamente a las violaciones de derechos humanos cometidas por el gobierno comunista de Laos contra los pueblos hmong y laosiano. Fue invitado a hablar en el Foro del Congreso de los Estados Unidos sobre Laos, junto con miembros del Congreso, sobre la persecución de los pueblos laosiano y hmong en varias ocasiones en el Congreso de Estados Unidos entre 1999 y 2003.
De 1993 a 2003, Vang contó con la ayuda de Philip Smith para gran parte de sus gestiones con los responsables políticos en Washington D.C. y el Congreso de Estados Unidos. Smith era amigo de Vang Pao desde hacía mucho tiempo y de muchos líderes de las comunidades laosiana y hmong estadounidense. Con el tiempo, Smith fue fundamental para ayudar a Vang a reunirse con miembros clave del Congreso y altos funcionarios de la Administración, así como para ayudar a organizar audiencias del Congreso, sesiones informativas y misiones de investigación al Sudeste Asiático.
En marzo de 2011, tras la muerte de Vang Pao, Smith escribió un editorial criticando la decisión de no permitir su entierro en el Cementerio Nacional de Arlington. Smith persistió en sus esfuerzos y la CPPA, junto con los Veteranos Lao de América, ayudó a organizar ceremonias nacionales de veteranos en mayo de 2011 para honrar oficialmente a Vang Pao en el Cementerio Nacional de Arlington.
A finales de noviembre de 2003 y principios de 2004, Vang sorprendió a muchos de sus asesores y partidarios más cercanos, y comenzó a revertir de manera misteriosa y abrupta su posición anterior en oposición a las sanciones económicas de Estados Unidos contra el gobierno comunista de Laos. Vang, en estrecha colaboración con uno de sus controvertidos hijos, Cha Vang, revirtió su postura de larga data y comenzó a abogar públicamente por la normalización de las relaciones comerciales entre Estados Unidos y Laos con Laos. Esta medida, altamente controvertida, implicó reuniones secretas con funcionarios militares y políticos vietnamitas comunistas, así como transacciones financieras complejas y cuestionables que involucraron a Cha Vang y otros. Esto creó sospechas y desconfianza entre muchos de los partidarios y asesores de Pao, quienes rápidamente comenzaron a abandonar a Vang Pao y su nueva dirección en apoyo de la política exterior, la agenda económica y militar del gobierno de Laos.
El gobierno marxista lao y elementos de línea dura del Pathet Lao en el ejército y el gobierno laosianos, respaldados por los militares en Vietnam, continuaron participando en ataques militares y violaciones de los derechos humanos contra los hmong en Laos.

## Contenido relacionado
- Barry & 'the Boys' : The CIA, the Mob and America's Secret History
- The Politics of Heroin in Southeast Asia. CIA complicity in the global drug trade
- The Explosive, inside Story of the Mobster Who Controlled America[36]
- The Great Heroin Coup: Drugs, Intelligence, & International Fascism[37]